# Thuidium subglaucinum
Thuidium subglaucinum är en bladmossart som beskrevs av Jules Cardot 1911. Thuidium subglaucinum ingår i släktet tujamossor, och familjen Thuidiaceae. Inga underarter finns listade i Catalogue of Life.